# ICC Intercontinental Cup 2015–2017
Der ICC Intercontinental Cup 2015–17 war die siebte Ausgabe des ICC Intercontinental Cups, des internationalen First-Class Cricket Wettbewerbs für Nationalmannschaften, die keinen Test Match Status besitzen und wurde zwischen dem 10. Mai 2015 und 2. Dezember 2017 ausgetragen. Gewonnen wurde der Wettbewerb durch Afghanistan.

## Modus
Die Spiele fanden zwischen Mai 2015 und Dezember 2017 statt. Im Gegensatz zur vorherigen Ausgabe gab es zwei neue Mannschaften. Erstmals dabei war das Team aus Papua-Neuguinea. Hongkong nahm das erste Mal seit 2005 teil. Dem siegreichen Team ist vom ICC in Aussicht gestellt worden, gegen das am schlechtesten platzierten Test Teams im Jahr 2018 eine Test Serie über vier Spiele auszutragen. Sollte der Associate siegreich sein, würde dieser Mannschaft Teststatus verliehen. Wie in der vorherigen Ausgabe wurde parallel zu den Spielen über vier Tage teilweise auch zwei One-Day International ausgetragen, wobei die Mannschaften aus Irland und Afghanistan durch Kenia und Nepal ersetzt wurden. Dieses sind Spiele der ICC World Cricket League Championship 2015–17 und Teil der Qualifikation für den Cricket World Cup 2019.

## Vorbereitungen
Auf Grund der fehlenden Erfahrung der Mannschaften aus Hongkong und Papua-Neuguinea ermöglichte man diesen beiden Mannschaften in einer Tour auf neutralem Gebiet gegeneinander anzutreten. Diese wurde im November 2014 mit einem First-Class und zwei ODIs in Australien ausgetragen.
| 8. November 2014 Scorecard | Townsville | Hongkong 202 (48.3)                   | – | Papua-Neuguinea 203-6 (39) |
|                            |            | Papua-Neuguinea gewinnt mit 4 Wickets |   |                            |

| 9. November 2014 Scorecard | Townsville | Hongkong 261 (49.3)                   | – | Papua-Neuguinea 264-7 (49.2) |
|                            |            | Papua-Neuguinea gewinnt mit 3 Wickets |   |                              |

| 11. – 13. November 2014 Scorecard | Townsville | Papua-Neuguinea 469-7d (104) & 114-8d (23) | – | Hongkong 205 (67.5) & 245 (71.5) |
|                                   |            | Papua-Neuguinea gewinnt mit 133 Runs       |   |                                  |

## Turnier

### Tabelle
|                    | Sp. | S | N | R | R2 | A | FI | Q     | Punkte |
| ------------------ | --- | - | - | - | -- | - | -- | ----- | ------ |
| Afghanistan        | 7   | 6 | 0 | 1 | 0  | 0 | 5  | 2.187 | 121    |
| Irland             | 7   | 5 | 1 | 0 | 1  | 0 | 6  | 1.369 | 109    |
| Niederlande        | 7   | 3 | 2 | 0 | 2  | 0 | 4  | 0.958 | 72     |
| Hongkong           | 7   | 2 | 3 | 0 | 1  | 1 | 3  | 0.915 | 59     |
| Ver. Arab. Emirate | 7   | 2 | 4 | 1 | 0  | 0 | 2  | 0.816 | 47     |
| Schottland         | 7   | 0 | 2 | 3 | 1  | 1 | 2  | 0.840 | 46     |
| Papua-Neuguinea    | 7   | 2 | 4 | 0 | 1  | 0 | 2  | 0.806 | 43     |
| Namibia            | 7   | 1 | 5 | 1 | 0  | 0 | 1  | 0.672 | 27     |

Sieg: 14 Punkte; Remis: 7 Punkte

### Spiele
Das Turnier wurde in sieben Runden ausgetragen.

#### Runde 1
Runde 1 wurde im Mai und Juni 2015 ausgetragen.
| 10. – 13. Mai 2015 Scorecard | Windhoek | Namibia 272 (102.3) & 234-5d (89) | – | Hongkong 203 (82.3) & 187 (75.2) |
|                              |          | Namibia gewinnt mit 114 Runs      |   |                                  |

| 2. – 5. Juni 2015 Scorecard | Malahide | Irland 492 (118.3)                           | – | Ver. Arab. Emirate 213 (71.3) & 253 (100.4) (f/o) |
|                             |          | Irland gewinnt mit einem Innings und 26 Runs |   |                                                   |

| 2. – 5. Juni 2015 Scorecard | Stirling | Schottland 233 (72.2) | – | Afghanistan 135 (61.4) |
|                             |          | Remis                 |   |                        |

| 16. – 19. Juni 2015 Scorecard | Amstelveen | Niederlande 209 (64.4) & 223 (60.3)   | – | Papua-Neuguinea 128 (48.4) & 305-5 (76,3) |
|                               |            | Papua-Neuguinea gewinnt mit 5 Wickets |   |                                           |

#### Runde 2
Runde 2 wurde im August und November 2015 ausgetragen.
| 24. – 27. Oktober Scorecard | Windhoek | Namibia 251 (97.1) & 212 (78.5)               | – | Irland 570-6d (128) |
|                             |          | Irland gewinnt mit einem Innings und 107 Runs |   |                     |

| 8. – 11. November 2015 Scorecard | Den Haag | Niederlande 210 (71.1) & 123 (43) | – | Schottland 133 (53.3) & 156 (64.2) |
|                                  |          | Niederlande gewinnt mit 44 Runs   |   |                                    |

| 11. – 14. November Scorecard | Dubai | Hongkong 378 (125.2) & 184 (51.4) | – | Ver. Arab. Emirate 181 (92.3) & 105 (29.2) |
|                              |       | Hongkong gewinnt mit 276 Runs     |   |                                            |

| 21. – 24. November Scorecard | Sharjah | Afghanistan 144 (39.4) & 540 (127.2) | – | Papua-Neuguinea 295 (73.2) & 188 (61.5) |
|                              |         | Afghanistan gewinnt mit 201 Runs     |   |                                         |

#### Runde 3
Runde 3 wurde im Februar und Juni 2016 ausgetragen.
| 21. – 24. Januar Scorecard | Mongkok | Hongkong  | – | Schottland |
|                            |         | No Result |   |            |

| 21. – 24. Januar Scorecard | Abu Dhabi | Ver. Arab. Emirate 164 (51.4) & 276 (104.5) | – | Niederlande 314 (97.1) & 128-6 (42.5) |
|                            |           | Niederlande gewinnt mit 4 Wickets           |   |                                       |

| 31. Januar – 3. Februar 2016 Scorecard | Townsville | Papua-Neuguinea 289 (104.4) & 244-5d (64) | – | Irland 188 (84.3) & 200 (73.4) |
|                                        |            | Irland gewinnt mit 145 Runs               |   |                                |

| 10. – 13. April Scorecard | Greater Noida | Namibia 172 (62.1) & 126 (35.3)                   | – | Afghanistan 334 (118.5) |
|                           |               | Afghanistan gewinnt mit einem Innings und 36 Runs |   |                         |

#### Runde 4
Runde 4 wurde im August und November 2016 ausgetragen.
| 29. Juli – 1. August Scorecard | Den Haag | Niederlande 117 (39.4) & 159 (43.1)               | – | Afghanistan 312 (102.2) |
|                                |          | Afghanistan gewinnt mit einem Innings und 36 Runs |   |                         |

| 9. – 12. August Scorecard | Aberdeen | Ver. Arab. Emirate 212-5 (66) | – | Schottland |
|                           |          | Remis                         |   |            |

| 30. August – 2. September Scorecard | Belfast | Irland 316 (86.1) & 230 (55.3) | – | Hongkong 237 (101.4) & 239 (80.2) |
|                                     |         | Irland gewinnt mit 70 Runs     |   |                                   |

| 17. – 20. Oktober Scorecard | Port Moresby | Papua-Neuguinea 311 (98.5) & 189 (57) | – | Namibia 146 (55.2) & 155 (61.1) |
|                             |              | Papua-Neuguinea gewinnt mit 199 Runs  |   |                                 |

#### Runde 5
Runde 5 wurde im Februar und Juni 2017 ausgetragen.
| 10. – 13. Februar Scorecard | Mong Kok | Hongkong 527-9d (142.2) & 263-6d (53) | – | Niederlande 284 (65.2) & 393-5 (111) |
|                             |          | Remis                                 |   |                                      |

| 28. – 30. März Scorecard | Greater Noida | Afghanistan 537-8d (138.5)                         | – | Irland 261 (91.4) & 104 (40) (f/o) |
|                          |               | Afghanistan gewinnt mit einem Innings und 172 Runs |   |                                    |

| 7. – 10. April Scorecard | Abu Dhabi | Papua-Neuguinea 194 (85.3) & 286 (86.4)             | – | Ver. Arab. Emirate 441-8d (150.3) & 42-1 (5.5) |
|                          |           | Vereinigte Arabische Emirate gewinnen mit 9 Wickets |   |                                                |

| 6. – 9. Juni Scorecard | Edinburgh | Namibia 403-7d (104) | – | Schottland 223-2 (57.2) |
|                        |           | Remis                |   |                         |

#### Runde 6
Runde 6 wurde zwischen Juli und November 2017 ausgetragen.
| 15. – 18. August Scorecard | Malahide | Irland 477-6d (131) & 240-7d (52) | – | Niederlande 375 (113.5) & 186-4 (76) |
|                            |          | Remis                             |   |                                      |

| 16. – 19. September Scorecard | Windhoek | Ver. Arab. Emirate 269 (85.3) & 157 (48.5)       | – | Namibia 212 (67.5) & 180 (66.2) |
|                               |          | Vereinigte Arabische Emirate gewinnt mit 34 Runs |   |                                 |

| 1. – 4. Oktober Scorecard | Port Moresby | Papua-Neuguinea 404 (116.3) & 262-3 (68) | – | Schottland 514 (168.2) |
|                           |              | Remis                                    |   |                        |

| 20. – 23. Oktober Scorecard | Mong Kok | Hongkong 142 (47) & 150 (39.4)                     | – | Afghanistan 465-5d (88) |
|                             |          | Afghanistan gewinnt mit einem Innings und 173 Runs |   |                         |

#### Runde 7
Runde 7 wurde im November und Dezember 2017 an einem gemeinsamen Ort ausgetragen.
| 29. November – 2. Dezember Scorecard | Sharja | Papua-Neuguinea 237 (77.3) & 82 (33.5)          | – | Hongkong 348 (139.3) |
|                                      |        | Hong Kong gewinnt mit einem Innings und 29 Runs |   |                      |

| 29. November – 2. Dezember Scorecard | Abu Dhabi | Afghanistan 510-9d (147) & 21-0 (5.3) | – | Ver. Arab. Emirate 197 (64.5) & 331 (100.3) (f/o) |
|                                      |           | Afghanistan gewinnt mit 10 Wickets    |   |                                                   |

| 29. November – 2. Dezember Scorecard | Dubai | Niederlande 501-8d (117.4) & 223-5 (52.3) | – | Namibia 203 (72) & 290 (88.4) |
|                                      |       | Niederlande gewinnt mit 231 Runs          |   |                               |

| 29. November – 2. Dezember Scorecard | Dubai | Irland 251 (81) & 271 (68.4) | – | Schottland 141 (52.2) & 178 (57.3) |
|                                      |       | Irland gewinnt mit 203 Runs  |   |                                    |